# Ballstraße 11 (Quedlinburg)

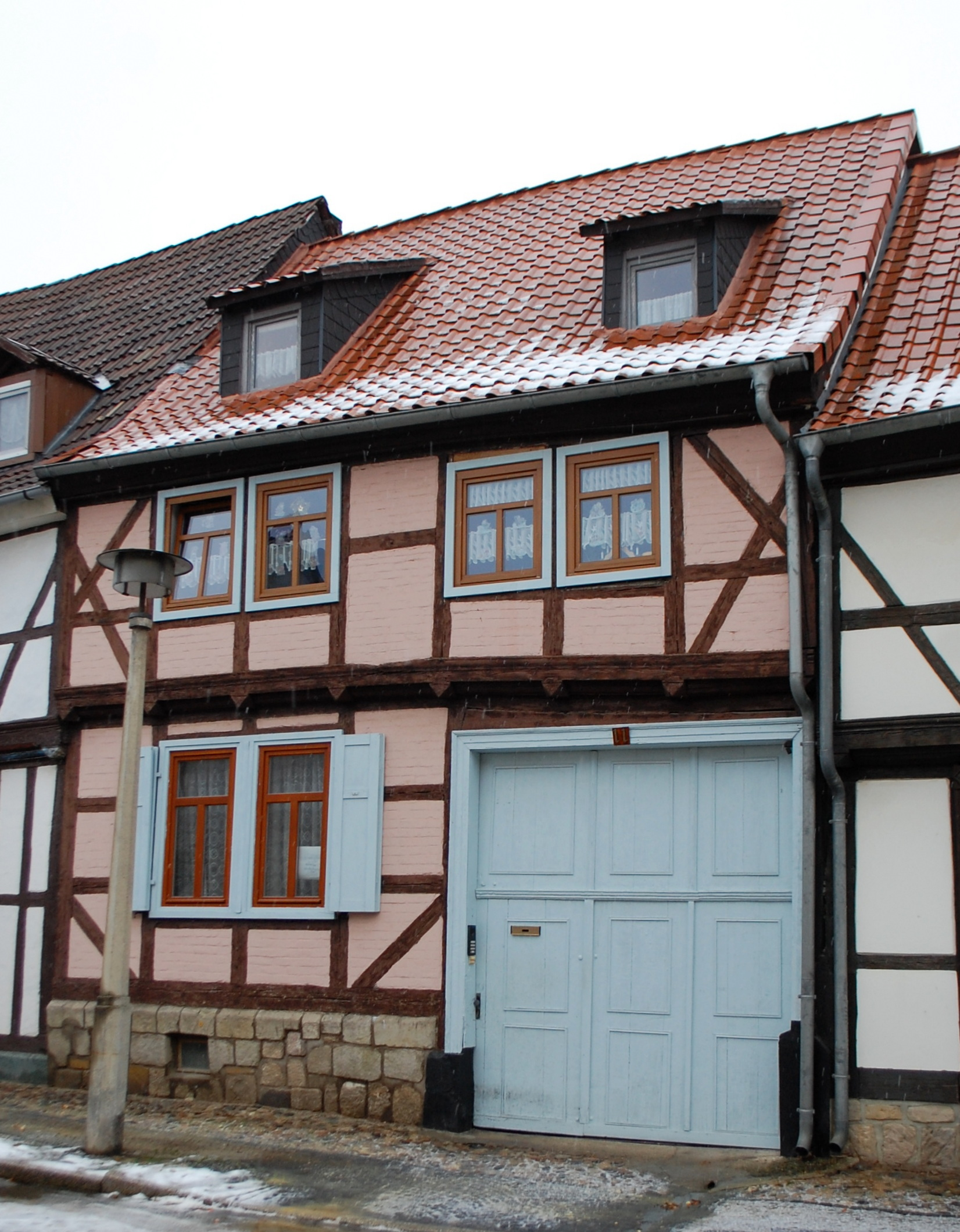
Ballstraße 11

Das Haus Ballstraße 11 ist ein denkmalgeschütztes Gebäude in der Stadt Quedlinburg in Sachsen-Anhalt.

## Lage
Es befindet sich im östlichen Teil der historischen Quedlinburger Neustadt und gehört zum UNESCO-Weltkulturerbe. Direkt südlich grenzt das gleichfalls denkmalgeschützte Haus Ballstraße 10, nördlich das Haus Ballstraße 12 an.

## Architektur und Geschichte
Das zweigeschossige Fachwerkhaus entstand in der Zeit um 1700. Im Quedlinburger Denkmalverzeichnis ist es als Ackerbürgerhaus eingetragen. Im nördlichen Teil des Gebäudes befindet sich eine Tordurchfahrt. Die Fachwerkfassade ist mit für die Bauzeit typischen Formen verziert. So finden sich am Untergeschoss Fußbänder. Am oberen Stockwerk ist in den Eckgebinden jeweils die Fachwerkfigur des Halben Manns eingesetzt.